# Kentaro Oi
Kentaro Oi (大井 健太郎, Oi Kentaro) est un footballeur japonais né le 14 mai 1984 à Fujieda. Il évolue au poste de défenseur.

## Biographie
Kentaro Oi participe à la Coupe du monde des moins de 17 ans 2011 avec le Japon. Il dispute trois matchs lors de cette compétition.
Kentaro Oi commence sa carrière professionnelle au Júbilo Iwata. Il est prêté en 2011 au Shonan Bellmare avant d'être transféré en 2012 à l'Albirex Niigata.

## Palmarès
- Vainqueur de la Coupe de la Ligue japonaise en 2010 avec le Júbilo Iwata